# Neemuch (Distrikt)
Neemuch ist ein Distrikt im indischen Bundesstaat Madhya Pradesh.
Die Fläche beträgt 4256 km². Verwaltungssitz ist die Stadt Neemuch.

## Bevölkerung
Die Einwohnerzahl lag bei 826.067 (2011). Die Bevölkerungswachstumsrate im Zeitraum von 2001 bis 2011 betrug 17,97 %. Mandla hat ein Geschlechterverhältnis von 954 Frauen pro 1000 Männer und damit einen für Indien üblichen Männerüberschuss. Der Distrikt hatte 2011 eine Alphabetisierungsrate von 70,80 %, eine Steigerung um knapp 4 Prozentpunkte gegenüber dem Jahr 2001. Die Alphabetisierung liegt damit unter dem nationalen Durchschnitt. Knapp 89,7 % der Bevölkerung sind Hindus, ca. 8,2 % sind Muslime, 0,7 % sind Jainas, 0,2 % sind Christen und 0,2 % sind Sikhs. 13,0 % der Bevölkerung sind Kinder unter 6 Jahre.
Knapp 29,7 % der Bevölkerung leben in Städten. Die größte Stadt ist Neemuch mit 128.095 Einwohnern.